# Edward Short
Edward Watson Short, baron Glenamara, CH (ur. 17 grudnia 1912 w Newcastle upon Tyne, zm. 4 maja 2012), brytyjski polityk, członek Partii Pracy, minister w rządach Harolda Wilsona.
Do Izby Gmin dostał się w 1951 r., wygrywając wybory w okręgu Newcastle upon Tyne Central. Wcześniej zasiadał w radzie miejskiej Newcastle, gdzie przewodził radnym Partii Pracy. Po wygranej laburzystów w wyborach 1964 r. został parlamentarnym sekretarzem skarbu i członkiem Tajnej Rady. W 1966 r. objął stanowisko poczmistrza generalnego. Odpowiadał na nim za wprowadzenie w 1967 r. Marine Broadcasting Offences Act, który penalizował nadawanie audycji radiowych ze statków na wodach międzynarodowych.
W 1968 r. Short został członkiem gabinetu jako minister edukacji i nauki. Pozostawał na tym stanowisku do wyborczej porażki Partii Pracy w 1970 r. W kwietniu 1972 r. został wiceprzewodniczącym partii, pokonując w głosowaniu Michaela Foota i Anthony'ego Croslanda. Po powrocie Partii Pracy do władzy został Lordem Przewodniczącym Rady i przewodniczącym Izby Gmin. Kiedy nowym premierem został James Callaghan (1976) Short nie otrzymał żadnego stanowiska rządowego.
28 stycznia 1977 r. otrzymał dożywotni tytuł parowski barona Glenamara i zasiadł w Izbie Lordów. Rok wcześniej został przewodniczącym Cable and Wireless Ltd i pozostał na tym stanowisku do 1980 r. W 2001 r. otrzymał honorowy tytuł Freemana miasta Newcastle. Do 2005 r. był kanclerzem Uniwersytetu Northumbrii. Jest również kawalerem Orderu Kawalerów Honorowych.